# قفص سقطري
قفص سقطري (الاسم العلمي: Acridocarpus socotranus)، نوع نبات من فصيلة الملبيغية.
إنه متوطن في جزيرة سقطرى اليمنية. يتواجد في الغابات، والأجمات، وموائله أراضي الشجيرات العصارية، حيث يكون شائعًا.
النبات عبارة عن شجيرة أو شجرة صغيرة ذات أوراق جلدية وأزهار صفراء وثمار مجنحة.